# Barselsorlov
 Denne artikel omhandler overvejende eller alene danske forhold. Hjælp gerne med at gøre artiklen mere almen.
Barselsorlov er en afgrænset periode efter en fødsel hvor moderen og faderen kan holde fri fra sit sædvanlige arbejde og tage sig af det nyfødte barn. For moderens vedkommende desuden for at komme sig efter den fysisk belastende fødsel og amme barnet. Barselsorlovens varighed har varieret gennem tiden alt efter politiske og sociale forhold. 
Barselsorlov betegnes ofte blot som barsel. Ordet er en sammentrækning af barns-øl. 'Barsle (med)' bruges også i overført betydning om at opfinde noget nyt.

## Barselsorlov i Danmark

### Lovgivning
I dag har forældre tilsammen ret til 52 ugers orlov – i forbindelse med fødsel (jf. sygedagpengeloven, som blev vedtaget den 20. marts 2002). 
Moderen har ret til at holde graviditetsorlov fire uger før forventet fødsel. Den dag, hvor fødslen forventes at finde sted, medregnes i de fire uger. Moderen er dog berettiget til orlov og dermed dagpenge inden fire uger før fødslen, hvis en lægelig bedømmelse skønner, at graviditeten har et sygeligt forløb, der ved fortsat beskæftigelse vil medføre risiko for kvinden eller fostrets.
Føder moderen før eller efter det forventede fødselstidspunkt, bliver graviditetsorloven henholdsvis kortere eller længere end de fire uger. Vælger kvinden ikke at holde graviditetsorlov, kan de fire uger ikke tillægges perioden efter fødslen.
Orloven kan benyttes efter følgende regler:

#### Barselsorlov
De første 14 uger efter fødslen er øremærket Barselsorlov til moderen.
I samme periode har faderen ret til to ugers fædreorlov. 
Bliver barnets moder dog syg op til eller under barselsorlov, og vedkommende ikke er i stand til at passe barnet, kan hun få sygedagpenge, og faderen kan overtage retten til barselsorloven i moderens første 14 uger efter fødslen.

#### Forældreorlov
Mor og far har tilsammen 32 uger til deling. I disse perioder har de ret til at modtage sygedagpenge og i nogle overenskomster ret til fuld eller delvis løn.
Forældreorlov kan afholdes af flere perioder fordelt imellem forældrene.
Hvis du ikke vil holde hele din orlov i forlængelse af fødslen, kan du udskyde en del af den. Dog højest 13 uger og inden dit barn fylder 9 år.